# Districtul Müritz
Districtul Müritz este un district rural (în germană Landkreis) situat în landul Mecklenburg-Pomerania Inferioară, Germania.